# Калянник, Иван
Иван Калянник (настоящие имя и фамилия — Иван Иванович Калянников) (укр. Іван Калянник; 12 марта 1911, Дятьково, Орловская губерния (ныне Брянской области) — 15 июля 1937, Киев) — украинский советский поэт и переводчик.

## Биография
Русский. Сын служащего. С 1922 жил с родителями в Харькове. Окончил профшколу, работал на Харьковском паровозостроительном заводе, был активным членом заводской литературной студии, печатал статьи и стихи в многотиражной газете «Харківський паровозник», в рукописном журнале «Новий цех».
Сначала писал на русском языке, печатался в газете «Брянский рабочий», журналах «Огонёк» и «Красная новь». В 1930 г. встретился с Павлом Тычиной, который посоветовал ему для украинских рабочих писать на их родном языке. Иван сменил фамилию, и вскоре в харьковской периодике начали появляться его произведения на украинском языке, которые сразу же обратили на себя внимание читателей и литературной критики.
В 1931 г. И. Калянник поступил в Харьковский техникум востоковедения и восточных языков. На практику ездил в Таджикистан, откуда привёз новые циклы стихов, позже ставшие книгами. Издал сборники стихотворений: «Бригадир», «Риси обличчя», «Струм» (1931), «Висока путь» (1932), «Поезії» (1932), «Майдан», «Східні новели», «Товариш Карий» (1934), «Гордість» (1936) и др.
И. Калянник входил в литературно-художественную организацию «Пролеткульт», был членом Союза писателей СССР. Жил в Харькове в доме «Слово».
В ноябре 1936 г. был арестован, обвинён в «участии в контрреволюционной фашистской террористической организации, ставившей своей целью борьбу с Советской властью». В 1937 приговорён в расстрелу. Приговор приведен в исполнение в Киеве 15 июля 1937 года.
Реабилитирован посмертно.

## Избранные произведения
- «Бригадир» (1931)
- «Риси обличчя» (1931)
- «Струм» (1931)
- «Висока путь» (1932)
- «Поезії» (1932)
- «Майдан» (1934)
- «Східні новели» (1934)
- «Товариш Карий» (1934)
- «Гордість» (1936)
- «Дорога на Схід» (1939)
- «Поезії» (1959)
- «Робочий ранок» (1962)
- «Вибране» (1962)
- «Поезії» (1967)